# Paquiostosis

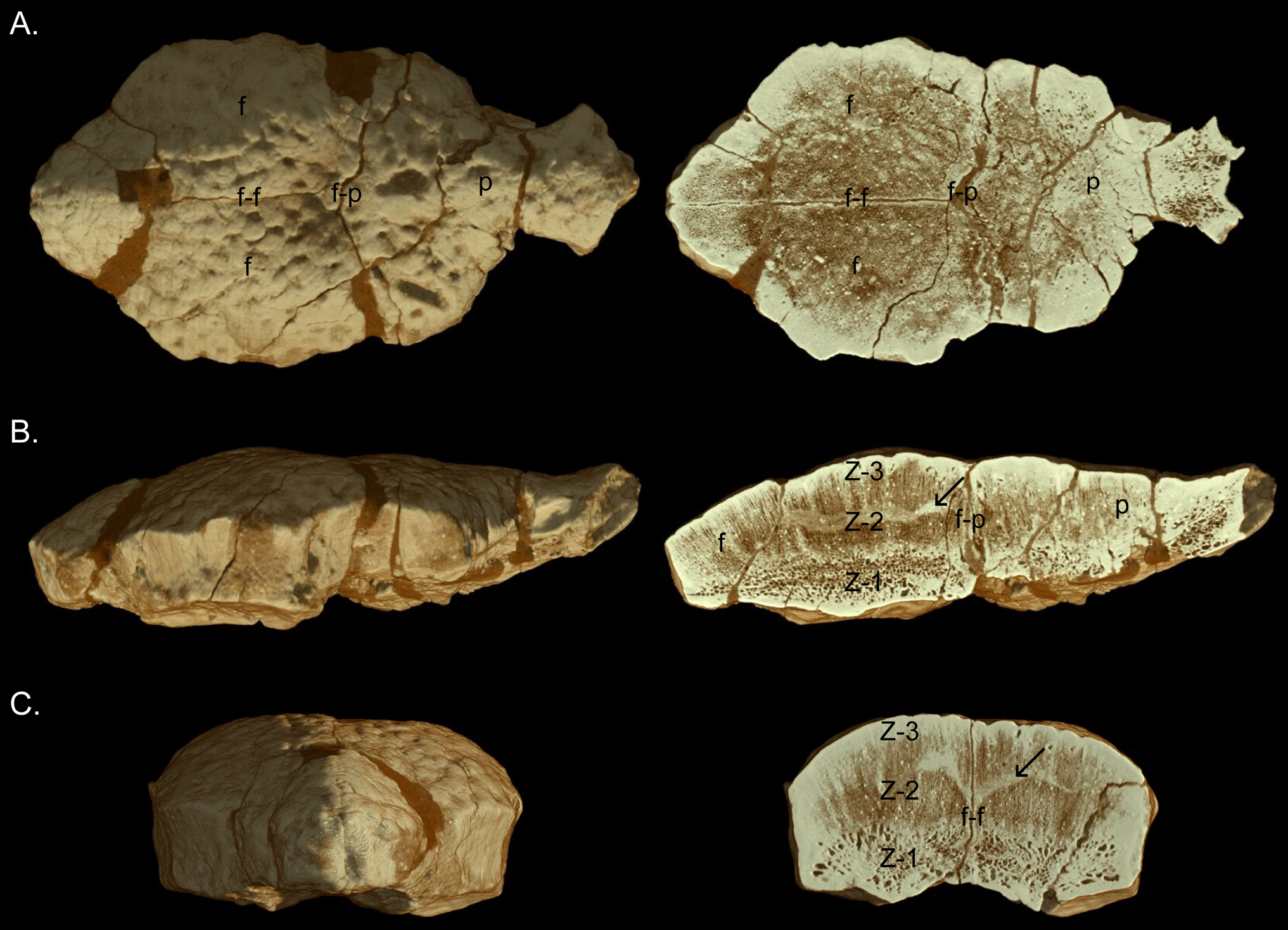
Restos de cráneos de Stegoceras

La paquiostosis consiste en un engrosamiento de los huesos de un animal vertebrado que es inusual en otros vertebrados filogenéticamente próximos. Es el incremento del componente mineral en cuanto al grosor, lo que hace que quede menos espacio para la médula ósea.
En los casos de animales total o parcialmente acuáticos, se considera que este fenómeno puede formar parte de la adaptación a una vida en buena parte bentónica, pues, al aumentar su densidad los huesos, hacen efecto de lastre y así el animal puede buscar mejor su alimento en el fondo del medio acuático.
Se halla con frecuencia la paquiostosis entre los miembros basales del grupo de los sauropterigios, sobre todo entre los paquipleurosaurios, pero se observa también en pliosaurios como los cronosaurios y los paquicostasaurios. Asimismo, se encuentra en miembros de un grupo más ligado a la vida terrestre: el de los dinocéfalos.
Entre los vertebrados actuales, sólo se ha observado paquiostosis en cetáceos y en sirenios.